# Літіофосфат
Літіофосфат (рос. литиофосфат; англ. lithiophosphate; нім. Lithiophosphat n) — мінерал, фосфат літію острівної будови.

## Загальний опис
Хімічна формула: Li3[PO4].
Склад у % (Кольський півострів): Li2O — 37,07; P2O5 — 59,92.
Домішки: SiO2 (1,14); Al2O3 (0,62); Fe2O3 (0,04); MgO (0,15); CaO (0,88); MnO (0,01); Na2O (0,05); H2O+ (0,33); H2O– (0,06).
Сингонія ромбічна.
Звичайно утворює мономінеральні виділення неправильної форми. В кристалах не зустрічається.
Густина 2,46.
Твердість 4.
Колір білий.
Блиск скляний.
Спайність у двох напрямах ясна.
Зустрічається в парагенезисі зі сподуменом, берилом, турмаліном, полуцитом, лепідолітом у пегматитах Кольського півострова. Рідкісний.
Названий за складом (М. М. Матіас, А. М. Бондарєва, 1957).